# تصميم للبيئة
تصميم للبيئة (بالإنجليزية: Design for the Environment)‏ يُعرف اختصاراً بـ DfE، هو برنامج ممول من الولايات المتحدة الأمريكية، يعمل مع قطاعات الصناعة الفردية لمقارنة وتحسين الأداء وصحة الإنسان والبيئة وتقييم المخاطر وتكاليف المنتجات الحالية والبديلة، والعمليات، والممارسات. المعروف أيضاً باسم التصميم للإيكولوجيا، إن هذه المقاربة تتناول مجمل دورة حياة المنتج، ويقترح تغييرات في كيفية تصميم المنتج لتقليل الأثر البيئي خلال فترة بقائه، ودمج أنظف وأرخص، وحلول أكثر ذكاء في الممارسات التجارية اليومية. DfE هو أيضاً الاسم الأصلي لبرنامج وكالة حماية البيئة الأمريكية (إيبا)، الذي أنشئ في عام 1992، والذي يعمل على منع التلوث، ويعرض خطر التلوث على البشر والبيئة. ويوفر هذا البرنامج معلومات عن التركيبات الكيميائية الأكثر أماناً للتنظيف وغيرها من المنتجات.